# Paweł Mąkosa
Paweł Mąkosa (ur. 24 lipca 1971 w Radomiu) – polski duchowny, prof. dr hab. nauk teologicznych, pracownik Katedry Katechetyki Integralnej Instytutu Nauk Teologicznych Wydziału Teologii Katolickiego Uniwersytetu Lubelskiego Jana Pawła II.

## Życiorys
Odbył studia filozoficzne i teologiczne w Radomiu, natomiast w 1996 został wyświęcony na kapłana. 20 lutego 2001 obronił pracę doktorską pt. Wkład ks. prof. Mieczysława Majewskiego w rozwój katechetyki polskiej, otrzymując doktorat, a 8 czerwca 2010 habilitował się na podstawie dorobku naukowego i pracy zatytułowanej Katecheza młodzieży gimnazjalnej w Polsce. Stan aktualny i perspektywy rozwoju. Został zatrudniony na stanowisku adiunkta w Instytucie Teologii Pastoralnej na Wydziale Teologii Katolickiego Uniwersytetu Lubelskiego Jana Pawła II.
Objął funkcję profesora nadzwyczajnego Instytutu Teologii Pastoralnej i Katechetyki Wydziału Teologii Katolickiego Uniwersytetu Lubelskiego Jana Pawła II. W dniu 14 stycznia 2021 r. otrzymał tytuł profesora nauk teologicznych.

## Publikacje

### Książki autorskie
- Wkład księdza profesora Mieczysława Majewskiego w rozwój katechetyki polskiej. Polihymnia: Lublin 2004 ss. 265.
- Katecheza młodzieży gimnazjalnej w Polsce. Stan aktualny i perspektywy rozwoju. Wydawnictwo KUL. Lublin 2009, ss. 635.
- Poznać, zrozumieć i... polubić gimnazjalistów. Natan: Lublin 2012 ss.109.
- Edukacja religijna polskich emigrantów w Wielkiej Brytanii. Wydawnictwo KUL. Lublin 2019, ss. 560.

### Książki redakcyjne
- Poszukiwania optymalnego podręcznika do katechezy. Red. P. Mąkosa. Polihymnia: Lublin 2009 ss. 282.
- Katecheza ewangelizacyjna. Poszukiwania koncepcji. Red. P. Mąkosa. Polihymnia: Lublin 2010 ss. 331.
- Nowa ewangelizacja w nowej katechezie. Red. P. Mąkosa. Rzeszów 2013 ss. 234.
- Kobietą i mężczyzną stworzył ich. Edukacja seksualna w katechezie. Red. P. Mąkosa. Lublin 2014 ss. 268.
- Wychowanie i katecheza w służbie Polakom w kraju i na emigracji. Red. P. Mąkosa. Lublin 2018 ss. 208.
- Edukacja religijna wobec przemian kulturowych. Red. P. Mąkosa. Wydawnictwo KUL. Lublin 2019 ss. 248.

### Podręczniki do nauczania religii
- Spotykam Twoje Słowo. Podręcznik do nauki religii w I klasie gimnazjum. Red. P. Mąkosa. Gaudium: Lublin 2012.
- Spotykam Twoje Słowo. Poradnik metodyczny do nauki religii w I klasie gimnazjum. Red. P. Mąkosa. Gaudium: Lublin 2012.
- Spotykam Twoje Słowo. Karty pracy do nauki religii w I klasie gimnazjum. Red. P. Mąkosa. Gaudium: Lublin 2012.
- Spotykam Twoje Słowo. Multimedialne pomoce dydaktyczne do I klasy gimnazjum (DVD). Red. P. Mąkosa. Gaudium: Lublin 2012.
- Spotykam Twoje Słowo. Multibook (podręcznik elektroniczny) do I klasy gimnazjum. Red. P. Mąkosa. Lublin - Wrocław 2013.
- Z Tobą idę przez życie. Podręcznik do nauki religii w II klasie gimnazjum. Red. P. Mąkosa. Gaudium: Lublin 2013.
- Z Tobą idę przez życie. Poradnik metodyczny do nauki religii w II klasie gimnazjum. Red. P. Mąkosa. Gaudium: Lublin 2013.
- Z Tobą idę przez życie. Karty pracy do nauki religii w II klasie gimnazjum. Red. P. Mąkosa. Gaudium: Lublin 2013.
- Z Tobą idę przez życie. Multimedialne pomoce dydaktyczne do nauki religii w II klasie gimnazjum (DVD). Red. P. Mąkosa. Gaudium: Lublin 2013.
- Żyję Twoją miłością. Podręcznik do nauki religii w III klasie gimnazjum. Red. P. Mąkosa. Gaudium: Lublin 2014.
- Żyję Twoją miłością. Poradnik metodyczny do nauki religii w III klasie gimnazjum. Red. P. Mąkosa. Gaudium: Lublin 2014.
- Żyję Twoją miłością. Karty pracy do nauki religii w III klasie gimnazjum. Red. P. Mąkosa. Gaudium: Lublin 2014.
- Żyję Twoją miłością. Multimedialne pomoce dydaktyczne do nauki religii w III klasie gimnazjum(DVD). Red. P. Mąkosa. Gaudium: Lublin 2014.
- Największa jest Miłość. Ewangelizacyjny Katechizm Młodych. Natan: Lublin 2015.
- Największa jest Miłość. Ewangelizacyjny Katechizm Młodych. Poradnik metodyczny. Red. P. Mąkosa. Natan: Lublin 2015.
- Czekamy na Pana Jezusa. Pronoia. Lublin 2016.
- Wakacje z Panem Jezusem. Natan. Lublin 2016.
- Wszyscy Święci mieszkają w niebie. Lublin 2016.
- Wielki Post z dziećmi. Lublin 2017.
- Czekamy na Pana Jezusa (wersja polsko-angielska). Lublin-Londyn 2017.
- Nowe życie. Pamiętnik bierzmowanego. Lublin 2018.
- Nowe życie. Poradnik metodyczny, red. J. Borowicz, P Mąkosa, Lublin 2018.